# Lo Vedat (Gers)
Lo Vedat (occità) o Loubédat (francès) és un municipi al departament del Gers (regió d'Occitània, França). Està situada al baix Armanyac.

## Demografia
| 1962                                       | 1968 | 1975 | 1982 | 1990 | 1999 | 2006 |
| ------------------------------------------ | ---- | ---- | ---- | ---- | ---- | ---- |
| 168                                        | 168  | 151  | 136  | 122  | 129  | 129  |
| Des de 1962: població sense dobles comptes |      |      |      |      |      |      |

## Administració
| Període | Identitat     | Partit |
| ------- | ------------- | ------ |
| 2001-   | Bernard Sempé |        |